# Qijin
Die Insel Qijin, auch Cijin (chinesisch 旗津區, Pinyin Qíjīn Qū, Tongyong Pinyin Cíjin Cyu, Pe̍h-ōe-jī Kî-tin khu) ist ein Bezirk der Stadt Kaohsiung auf Taiwan. Zwischen Insel und Innenstadt  liegen weite Abschnitte des Hafens von Kaohsiung. Geschichtlich eine Keimzelle der späteren Stadt, ist die Insel heute auch ein bedeutendes touristisches Ausflugsziel für die Einwohner Kaohsiungs sowie für Gäste von außerhalb. Die Einwohnerzahl Qijins betrug im Dezember 2012 29.468 Menschen.

## Lage und Verkehr
Qijin liegt der Stadt Kaohsiung im Südwesten vorgelagert. Außer der erhöhten Nordspitze, einem ehemaligen Korallenriff, ist der Rest Qijins aus einer der Küste vorgelagerten Sandbank hervorgegangen und daher sehr flach. Die ungefähr 8,5 km lange und durchschnittlich etwa 400 m breite Insel verläuft von Nordwest nach Südost fast parallel zu den Stadtbezirken Gushan, Yancheng, Qianzhen und Xiaogang. Zwischen der Insel und dem gegenüberliegenden Ufer liegen weite Abschnitte des Kaohsiunger Hafens und es herrscht reger Schiffsverkehr. Westlich der Insel erstreckt sich die Taiwanstraße.
An der nördlichen Spitze ist Qijin nur etwa 130 m vom anderen Ufer entfernt. Diese Stelle bildet die nördliche Hafeneinfahrt Kaohsiungs. An dieser Spitze liegt auch der mit 48 m höchste Punkt der Insel, auf dem sich ein Leuchtturm befindet. Etwas unterhalb der Hafeneinfahrt verkehrt eine Fährverbindung zwischen Qijin und dem Bezirk Gushan. Am südlichen Ende beträgt die kürzeste Entfernung zum gegenüberliegenden Ufer etwa 400 m. Hier ist die Insel durch einen Untersee-Tunnel für Kraftfahrzeuge mit dem Stadtteil Xiaogang verbunden.

## Geschichte
Qijin war ursprünglich eine Halbinsel und an der Südspitze mit der ihr gegenüberliegenden Seite der Stadt verbunden. In früheren Zeiten nur gelegentlich Anlegestelle für Fischer, Händler oder Seeräuber, wurde Qijin erst zur Zeit der niederländischen Herrschaft über Taiwan (1624–1662) dauerhaft vom chinesischen Festland aus besiedelt und mit einem festen Hafen versehen. Diese Siedlung bildete die Keimzelle der späteren Stadt Kaohsiung.

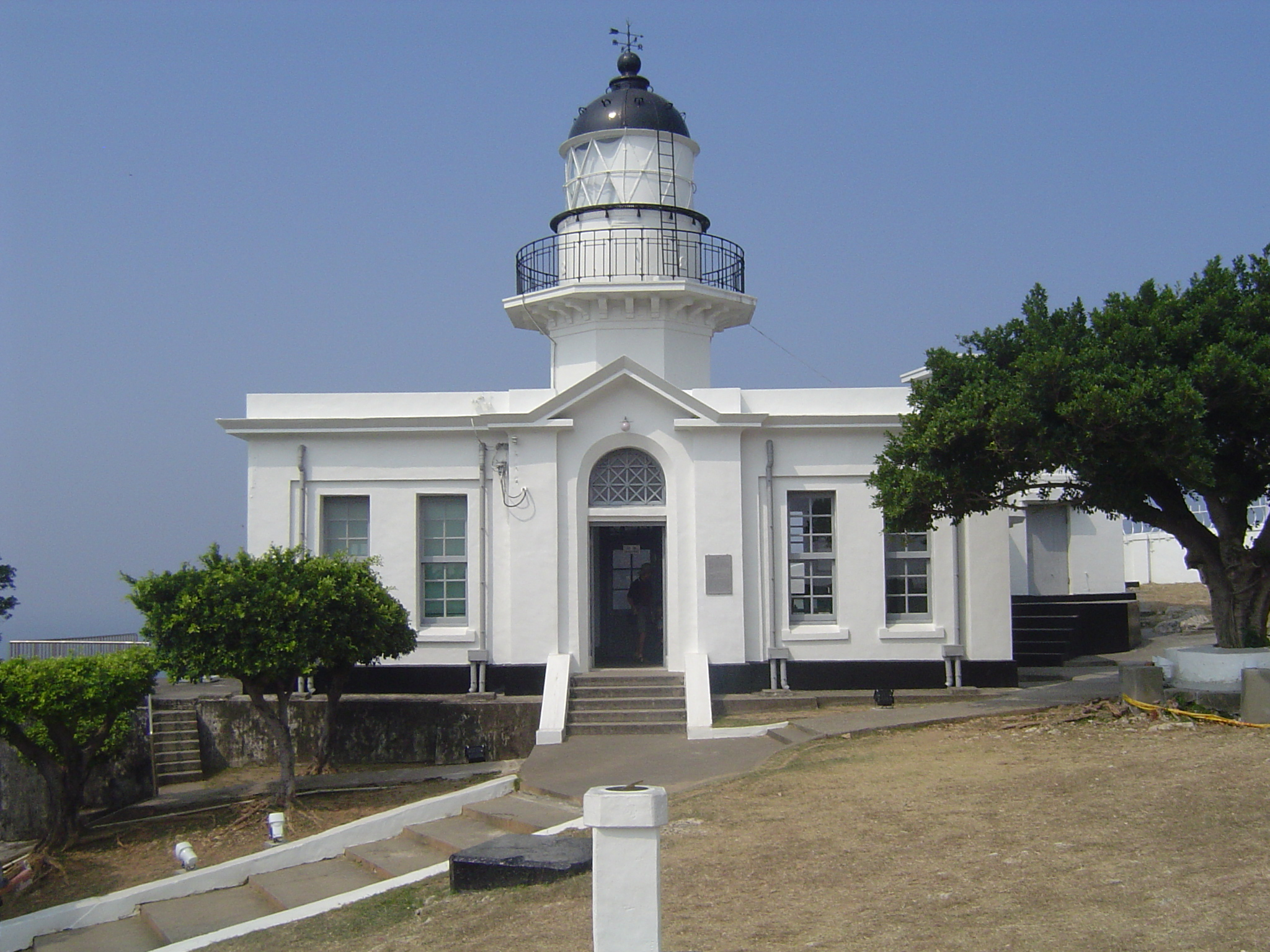
Der Leuchtturm von Qijin.

Die Bedeutung des Hafens wuchs auch in den folgenden Jahrhunderten fortwährend. Zur Zeit der Qing-Dynastie wurde die Halbinsel Qihou (chin. 旗後 oder 旗后, wörtlich: „hinter der Flagge liegend“) genannt, weil man die Anhöhe im Norden (chin. 旗山 Qíshān, wörtlich „Flaggenberg“) mit einer auf dem flachen Rest der Halbinsel „aufgepflanzten“ Flagge verglich. Im Jahr 1883 wurde auf der Anhöhe ein erster Leuchtturm errichtet, der zwischen 1916 und 1918 von den japanischen Kolonialherren durch einen moderneren ersetzt wurde. Unter den Japanern erhielt die Halbinsel auch ihren heutigen Namen.
Lange Zeit blieb Qijin der bevölkerungsreichste Teil der Stadt Kaohsiung, doch mit der zunehmenden Industrialisierung des Hinterlands während der japanischen Herrschaft und der Zeit nach dem Zweiten Weltkrieg verlagerte sich der Schwerpunkt Kaohsiungs immer mehr ins Landesinnere. In der heutigen Millionenstadt zählt Qijin zu den Bezirken mit den geringsten Bevölkerungszahlen. Die Einwohner sind zum Teil immer noch in der Hafenindustrie und der Fischerei beschäftigt, in jüngerer Zeit nimmt jedoch der Tourismus als Einnahmequelle rapide an Bedeutung zu.
Die südliche Landverbindung zwischen Qijin und der restlichen Stadt wurde 1967 abgetragen, um eine zusätzliche Einfahrt für den Hafen von Kaohsiung zu schaffen. Erst seitdem ist Qijin eine wirkliche Insel.

## Tourismus

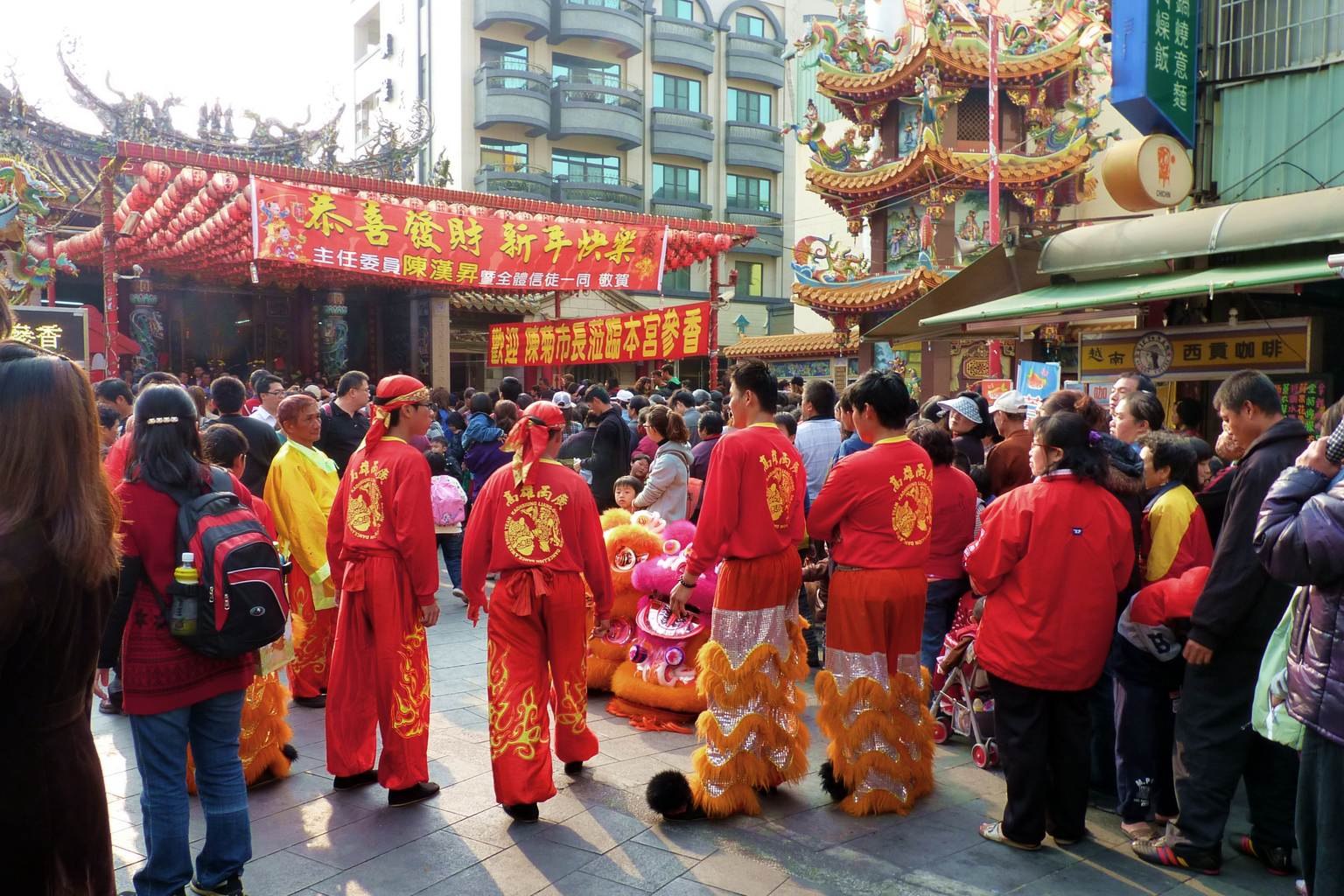
Löwentänzer vor dem Mazu-Tempel.

Qijin ist heute eines der beliebtesten Ausflugsziele der Bürger Kaohsiungs sowie auswärtiger Gäste. Die bekanntesten Sehenswürdigkeiten sind der aus der japanischen Kolonialzeit stammende 11 m hohe Leuchtturm an der Nordspitze sowie der 1673 erbaute Tianhou Gong (im Volksmund Mazu miao, „Mazutempel“, genannt), ein der daoistischen Göttin Mazu geweihter Tempel, in dem die 1673 von den ersten chinesischen Siedlern aus Fujian mitgeführte Holzfigur der Göttin zu sehen ist.
Zu den weiteren Attraktionen der Insel zählen die hier zu beobachtenden Sonnenuntergänge, die Aussicht, die sich vom Leuchtturm aus auf die gegenüberliegende Stadt und die Taiwanstraße mit den sie befahrenden Schiffen bietet, ferner ein durch den nördlichen Hügel bis an die Hafeneinfahrt führender Tunnel sowie neu angelegte Fahrrad- und Spazierwege entlang der westlichen Uferpromenade. Im Nordwesten liegt ein kleiner Sandstrand mit Badegelegenheit. An der vom Fähranleger bis zum Strand führenden Hauptgeschäftsstraße gibt es eine Vielzahl von Ständen, Imbissbuden und einige Restaurants. Hier werden vor allem Meeresfrüchte aller Art angeboten.

## Inseln im Südchinesischen Meer
Einige Inseln und ein Riff im Südchinesischen Meer, die von der Republik China (Taiwan) kontrolliert werden, gehören administrativ zum Bezirk Qijin, nämlich die Dongsha-Inseln, Taiping Dao und das Zhongzhou-Riff.

## Galerie

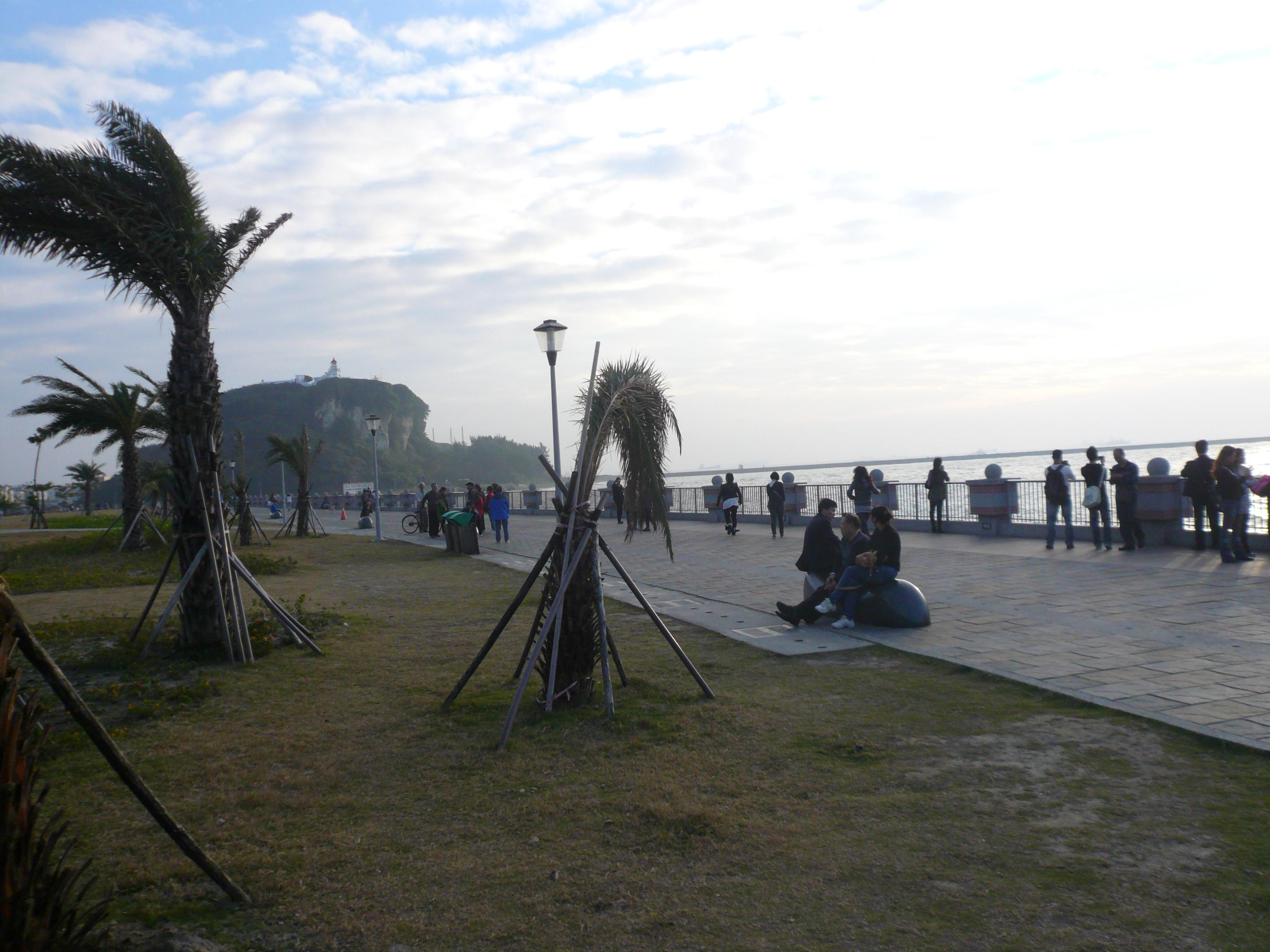
Hafeneinfahrt und Leuchtturm von Qijin vom gegenüberliegenden Stadtteil Gushan aus gesehen
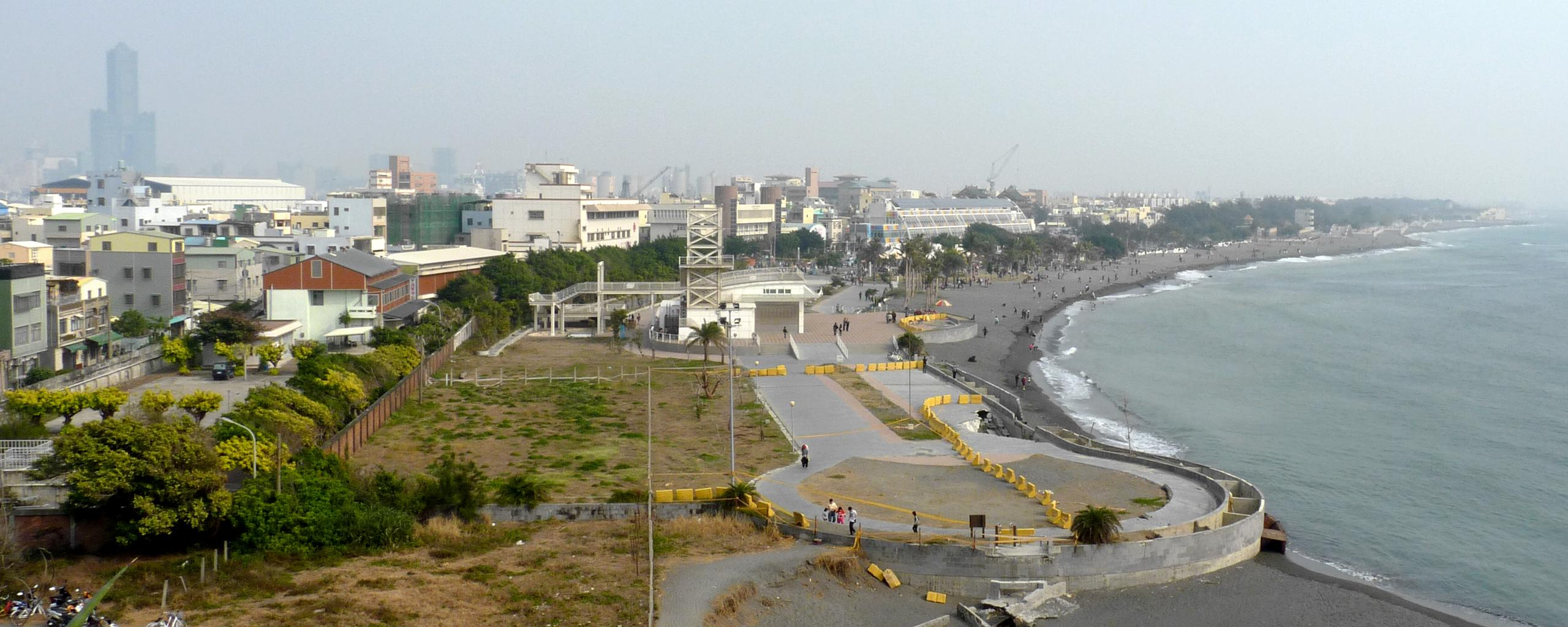
Blick auf die Nordwestseite mit Strand
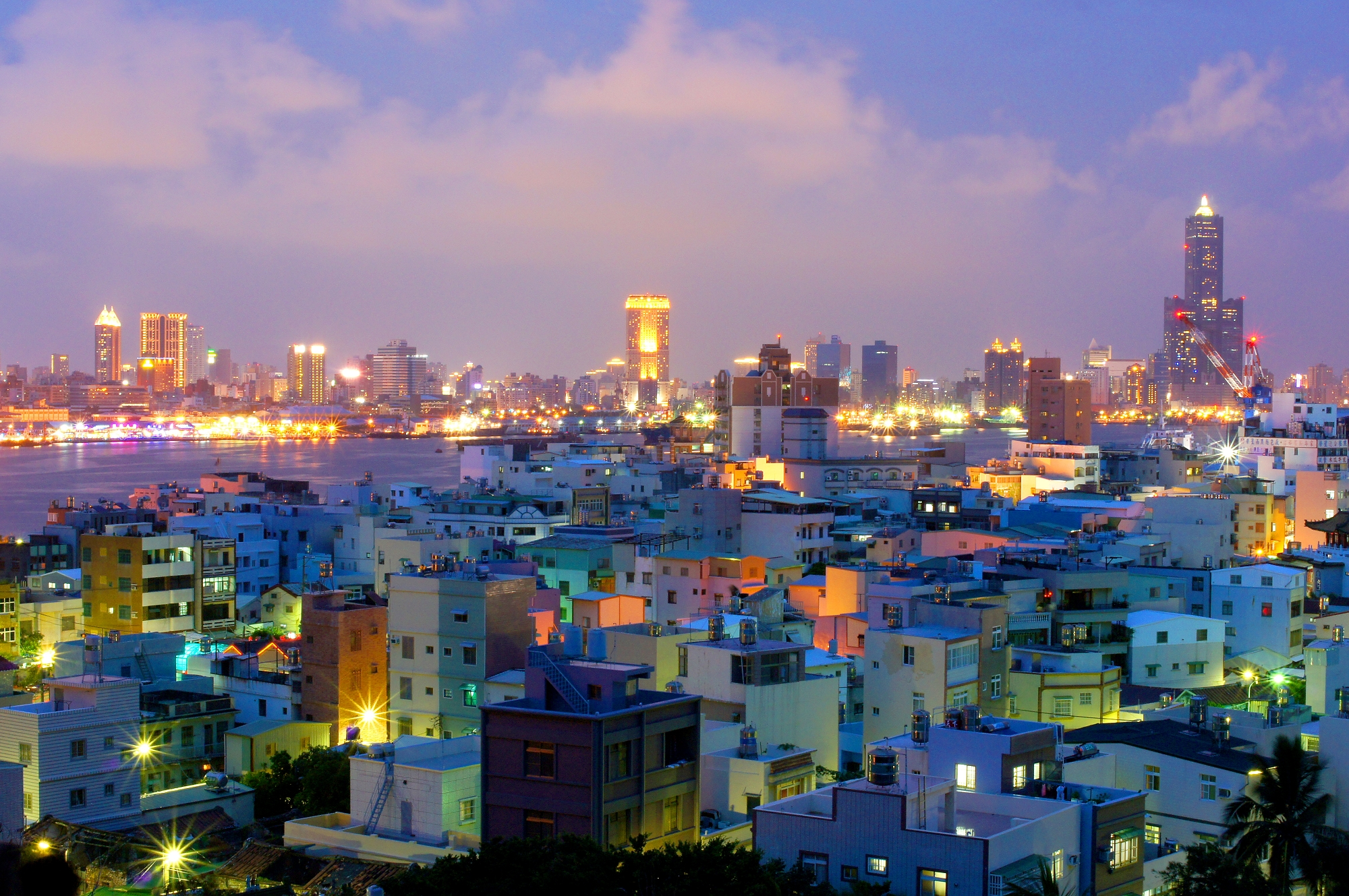
Blick auf Qijin bei Nacht, im Hintergrund die Stadt Kaohsiung
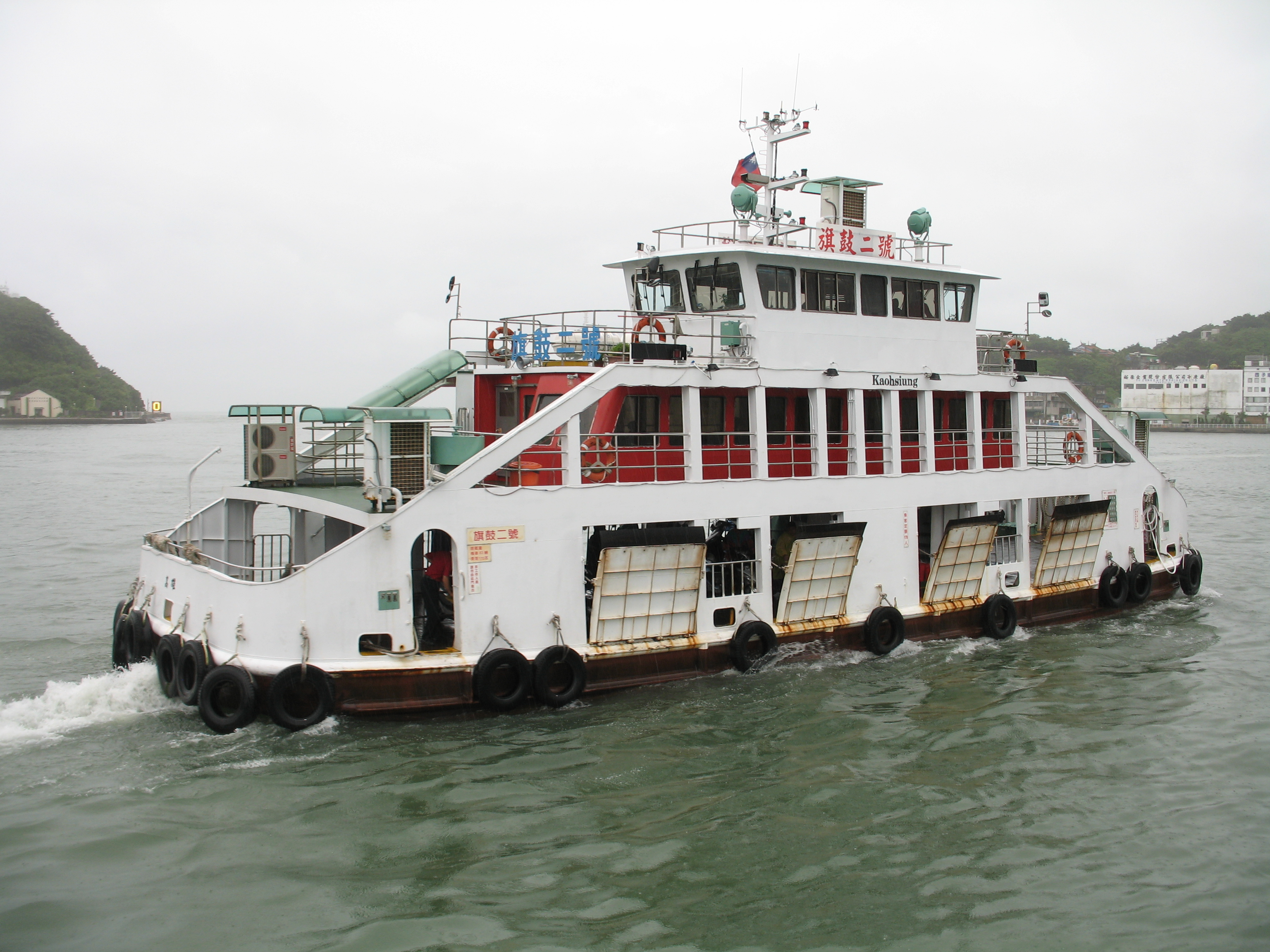
Fähre nach Qijin
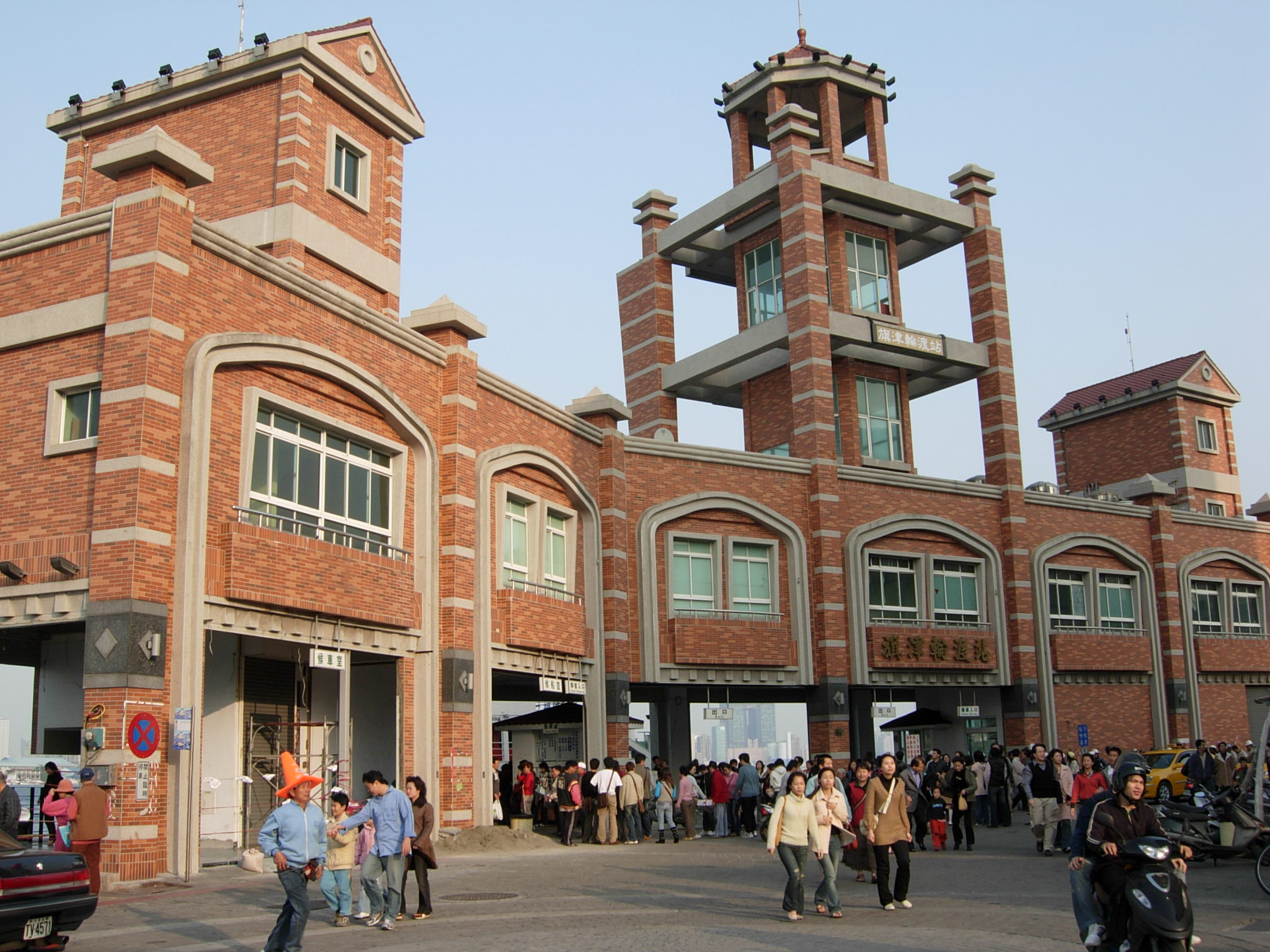
Der Fähranleger
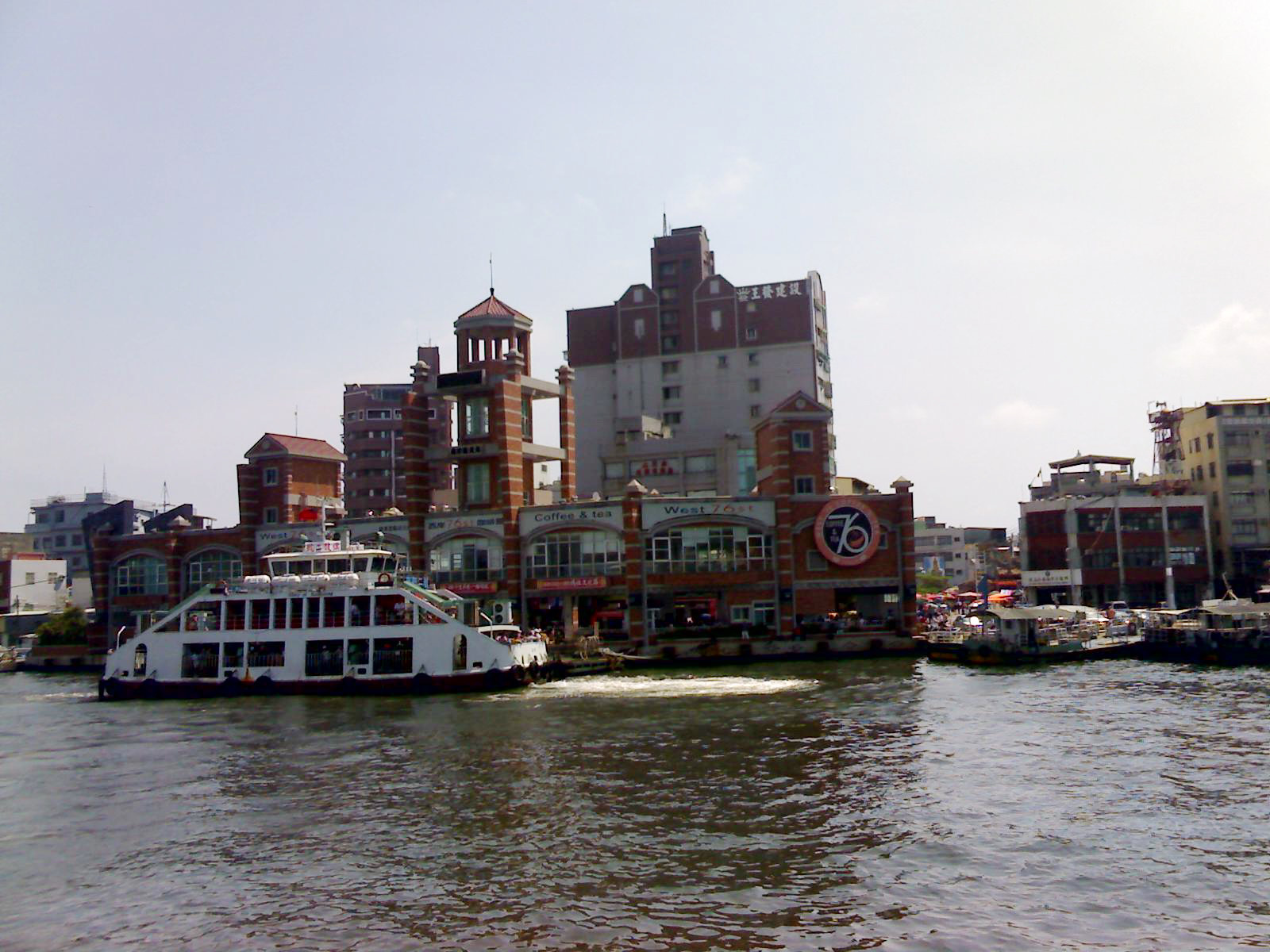
Fähre und Anlegestelle